# جورج واشنطن في الثورة الأمريكية
قاد جورج واشنطن (22 فبراير 1732 – 14 ديسمبر1799) الجيش القاري في الحرب الثورية الأمريكية (1755 حتى 1783). كان مسؤولًا لفترة وجيزة عن جيش جديد عام 1798 بعد خدمته بصفة رئيسًا للولايات المتحدة (من عام 1789 حتى 1797).
لعب واشنطن دورًا مهمًا في الحروب الحدودية ضد الفرنسيين والهنود في خمسينيات وستينيات القرن الثامن عشر على الرغم من صغر سنه. لعب دور العسكري القائد في الثورة الأمريكية. عينه الكونغرس رئيس الأركان الأول للجيش القاري في 14 يونيو وذلك عندما اندلعت الحرب بمعارك ليكسينغتون وكونكورد في أبريل 1775. كانت المهمة التي تولاها ضخمة، تضمنت موازنة المتطلبات الإقليمية والتنافس بين أتباعه والروح المعنوية بين الجنود ومحاولات الكونغرس لإدارة شؤون الجيش عن كثب وطلبات حكام الولايات للدعم بالإضافة إلى الحاجة اللانهائية للموارد اللازمة لإطعام الجنود وكسوتهم وإعدادهم وتسليحهم وتحريكهم. لم يرأس عمومًا وحدات الميليشيا الكثيرة التابعة للدولة.
كان واشنطن غالبًا في خضم المعارك في السنوات الأولى من الحرب، بدءًا بإدارته حصار بوسطن التي أفضت إلى نهايته الناجحة ثم خسارته مدينة نيويورك وخسارة نيوجيرسي الوشيكة قبل أن يحقق انتصارات مفاجئة وحاسمة في ترينتون وبرينستون في نهاية موسم حملات عام 1776. كان عليه أن يتعامل في نهاية عامي 1775 و1776 مع مسألة انتهاء صلاحية التجنيد كون الكونغرس سمح بوجود الجيش لأعوام مفردة فقط. مع تأسيس هيكلية عسكرية دائمة عام 1777 وظهور التجنيد الصالح لثلاث سنوات، بنى واشنطن جيشًا موثوقًا مؤلفًا من قوات مدربة على الرغم من صعوبة تأمين العملة الصعبة والموارد بمختلف أنواعها. هُزم واشنطن مجددًا في الدفاع عن فيلاديلفيا لكنه أرسل دعمًا هامًا إلى هوراشيو غيتس جعلت هزيمة بورغوين في ساراتوجا أمرًا ممكنًا. بعد شتاء قاس في فالي فورج ودخول فرنسا إلى الحرب عام 1778، لاحق واشنطن الجيش البريطاني بعد انسحابه من فيلاديلفيا إلى نيويورك وخاض معركة غير حاسمة قرب محكمة مونموث في نيوجيرسي.
كانت نشاطات واشنطن من نهاية عام 1778 حتى 1780 تميل أكثر إلى كونها دبلوماسية وتنظيمية إذ بقي جيشه خارج مدينة نيويورك مراقبًا لجيش سير هنري كلينتون الذي كان يسيطر على المدينة. خطط واشنطن مع الفرنسيين للوصول إلى أفضل سبل التعاون ضد البريطانيين ما أدى في النهاية إلى محاولات فاشلة لطرد البريطانيين من نيوبورت في رود آيلاند وسافانا في جورجيا. ووجه انتباهه أيضًا إلى الحرب الحدودية التي استدعت الحملة العسكرية للجيش القاري عام 1779 والتي قادها جون سوليفان في شمال نيويورك. بدأ واشنطن بفصل عناصر من جيشه لمواجهة الخطر المتنامي في فيرجينيا عندما أرسل الجنرال كلينتون الجنرال المنشق بينيديكت أرنولد لشن غارة عليها. أعطى وصول اللورد كورنواليس إلى فرجينيا بعد حملاته في الجنوب الفرصة لواشنطن لتوجيه ضربة حاسمة. تحرك جيش واشنطن والجيش الفرنسي جنوبًا لمواجهة كورنواليس، وعطلت البحرية الفرنسية المتعاونة تحت إمرة الأميرال دي جراس المحاولات البريطانية للسيطرة على خليج تيشزبيك بنجاح، ما أغلق الطوق بالكامل على كورنواليس الذي استسلم بعد حصار يوركتاون في أكتوبر 1781. على الرغم من أن معركة يوركتاون حددت نهاية الأعمال القتالية المهمة في أمريكا الشمالية، ظل البريطانيون يحتلون نيويورك ومدنًا أخرى، لذا كان على واشنطن أن يحافظ على الجيش في وجه كونغرس مفلس وقوات متمردة أحيانًا بسبب الظروف والرواتب. حُل الجيش بشكل رسمي بعد السلام عام 1783 واستقال واشنطن من منصبه رئيسًا للأركان في 23 ديسمبر عام 1783.

## الخبرة العسكرية

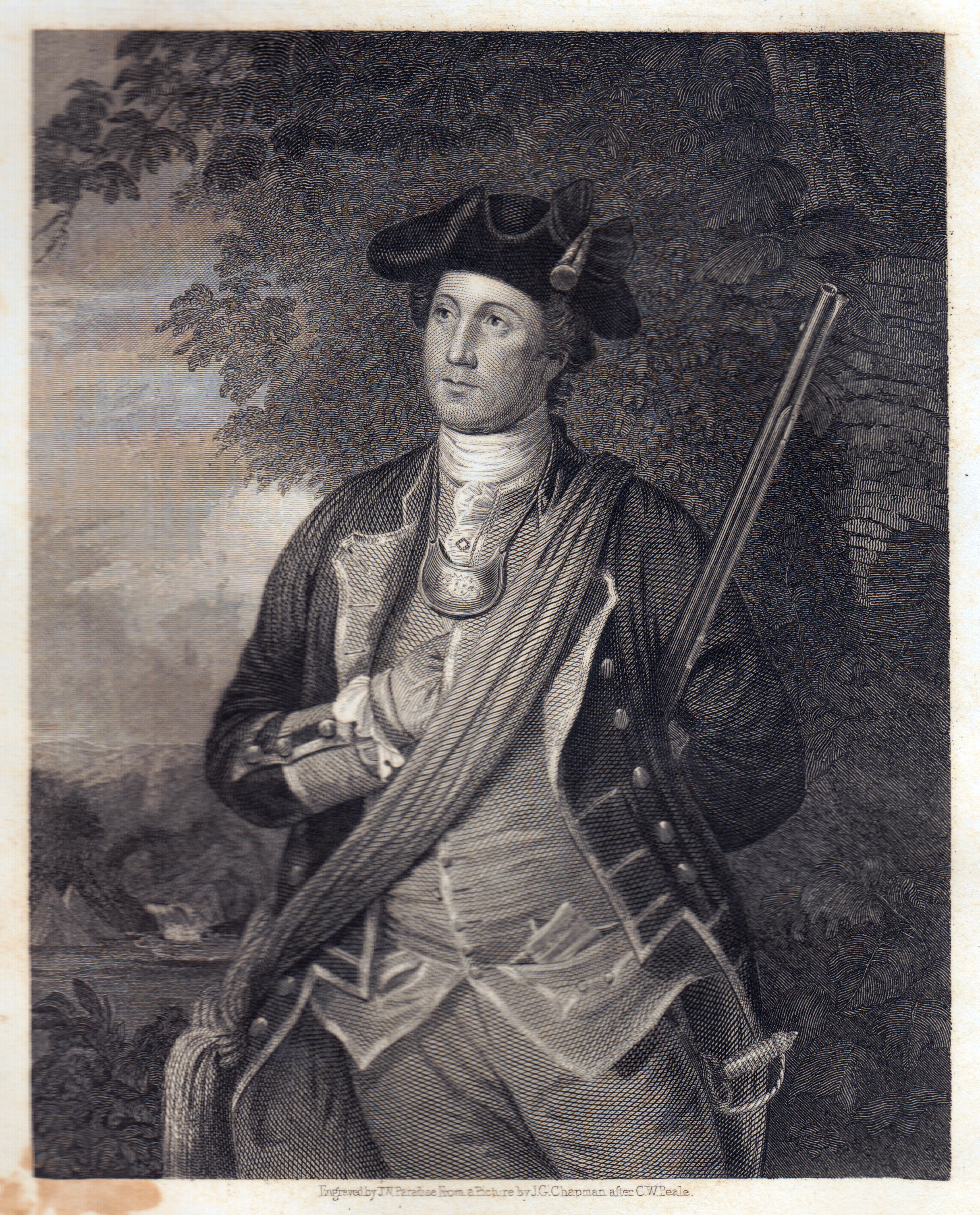
واشنطن عام 1772

ولد واشنطن في عائلة ميسورة في فيرجينيا بالقرب من فريدريكسبيورغ عام 1732 [عام 1731 وفق النظام القديم] ودرس محليًا حتى عمر الخامسة عشرة. قضت وفاة والده المبكرة عندما كان بعمر الحادية عشرة على إمكانية الدراسة في إنكلترا ورفضت والدته محاولات إدخاله إلى البحرية الملكية. عين واشنطن عندما كان في السابعة عشرة للعمل ماسحًا لأراضي مقاطعة كلبيبر عام 1749 بفضل العلاقة المتشكلة من زواج أخيه غير الشقيق لورانس من العائلة الثرية فيرفاكس. اشترى أخو واشنطن أسهمًا في شركة أوهايو، وهي شركة استحواذ أراضي واستيطان هدفها استيطان مناطق فرجينيا الحدودية التي تتضمن مقاطعة أوهايو -منطقة إلى شمال وغرب نهر أوهايو-. كان من مستثمري الشركة حاكم فرجينيا الملكي روبيرت دينويدي الذي عين واشنطن رائدًا في الميليشيا الإقليمية في فبراير عام 1753.
لعب واشنطن دورًا أساسيًا في اندلاع الحرب الفرنسية والهندية وقاد بعدها دفاع فرجينيا بين عامي 1755 و1758 برتبة عقيد في فوج فرجينيا. اكتسب واشنطن مهارات عسكرية وسياسية وقيادية لا تضاهى وحظي باهتمام كبير في المستعمرات والخارج على الرغم من عدم حصوله على تفويض في الجيش البريطاني. راقب التكتيكات العسكرية البريطانية عن كثب ما أعطاه نظرة ثاقبة فيما يخص نقاط قوتهم وضعفهم وهو ما أثبت أهميته الفائقة خلال الثورة. أبدى صلابته وشجاعته في أصعب المواقف بما فيها الكوارث والتراجعات. طور حضورًا قياديًا نظرًا لحجمه وقوته وقدرته على التحمل بالإضافة إلى شجاعته في المعركة إذ بدا للجنود قائدًا بالفطرة وتبعوه دون أي شك. تعلم واشنطن تنظيم سراياه وأفواجه وتدريبها وضبطها. تعلم أساسيات تكتيكات أرض المعركة بالإضافة إلى فهم جيد للمشاكل التنظيمية واللوجستية من خلال ملاحظاته ومطالعته وأحاديثه مع الضباط الخبراء. اكتسب فهمًا للاستراتيجية العامة خاصةً فيما يتعلق بتحديد النقاط الجغرافية الاستراتيجية. طور فكرة سلبية جدًا حول أهمية الميليشيا والتي كانت تبدو عير موثوقة وتفتقر للانضباط وقصيرة العمر مقارنة مع الجيش النظامي. من ناحية أخرى، كانت خبرته محدودة بقيادة ألف رجل على الأكثر على الحدود البعيدة فقط وهو ما اختلف كثيرًا عن المواقف المدنية التي واجهها خلال الثورة في بوستون ونيويورك وترينتون وفيلاديلفيا.

## المقاومة السياسية
تخلى واشنطن عن مهامه العسكرية وأمضى السنوات الست عشر التالية من حياته صاحب مزرعة ثري في فرجينيا؛ وخدم أيضًا في مجلس بورغيسيس في فرجينيا. على الرغم من معارضته لقانون الطابع عام 1765 والذي يمثل أول قانون ضريبة مباشرة على المستعمرات، لم يأخذ واشنطن دورًا قياديًا في مقاومة المستعمرات المتزايدة حتى انتشرت التظاهرات ضد قوانين تاونشيند (التي صدرت عام 1767) على نطاق واسع. طرح واشنطن في مايو عام 1769 مقترحًا موضوعًا من قبل صديقه جورج ماسون يدعو فيه فيرجينيا إلى مقاطعة البضائع البريطانية حتى إلغاء القوانين المذكورة. ألغى البرلمان قوانين تاونشيند عام 1770 وانتهت الأزمة بالنسبة لواشنطن على الأقل. لكن واشنطن اعتبر إقرار القوانين التي لا تطاق عام 1774 على أنه «انتهاك لحقوقنا وامتيازاتنا». ترأس في يوليو 1774 الاجتماع الذي اعتمدت خلاله «قرارات فيرفاكس» التي دعت إلى عقد مؤتمر قاري بالإضافة إلى أمور أخرى. حضر واشنطن مؤتمر فرجينيا الأول في أغسطس واختير ليكون مندوب الكونغرس القاري الأول. مع ازدياد التوتر عام 1774، ساعد بتدريب ميليشيات المقاطعة في فرجينيا وتنظيم فرض مقاطعة البضائع البريطانية الذي أقره الكونغرس.